# Gran Premi d'Itàlia del 1984

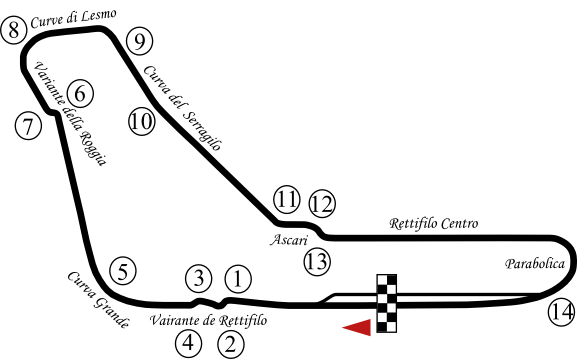
Mapa del Circuit d'Imola.

Resultats del Gran Premi d'Itàlia de Fórmula 1 de la temporada 1984 disputat al circuit de Monza el 9 de setembre del 1984.

## Resultats
| Pos | No | Pilot              | Equip               | Voltes | Temps/ Retirada   | Pos. de sortida | Punts |
| --- | -- | ------------------ | ------------------- | ------ | ----------------- | --------------- | ----- |
| 1   | 8  | Niki Lauda         | McLaren - TAG       | 51     | 1h 20' 29. 065    | 4               | 9     |
| 2   | 27 | Michele Alboreto   | Ferrari             | 51     | + 24.249 s        | 11              | 6     |
| 3   | 22 | Riccardo Patrese   | Alfa Romeo          | 50     | + 1 Volta         | 9               | 4     |
| 4   | 19 | Stefan Johansson   | Toleman - Hart      | 49     | + 2 Voltes        | 17              | 3     |
| 5   | 30 | Jo Gartner         | Osella - Alfa Romeo | 49     | + 2 Voltes        | 24              | 0*    |
| 6   | 31 | Gerhard Berger     | ATS - BMW           | 49     | + 2 Voltes        | 20              | 0*    |
| 7   | 24 | Piercarlo Ghinzani | Osella - Alfa Romeo | 48     | Sense combustible | 22              |       |
| 8   | 21 | Huub Rothengatter  | Spirit - Hart       | 48     | + 3 Voltes        | 25              |       |
| 9   | 23 | Eddie Cheever      | Alfa Romeo          | 45     | Sense combustible | 10              |       |
| 10  | 18 | Thierry Boutsen    | Arrows - BMW        | 45     | + 6 Voltes        | 19              |       |
| Ret | 15 | Patrick Tambay     | Renault             | 43     | Accelerador       | 8               |       |
| Ret | 2  | Teo Fabi           | Brabham - BMW       | 43     | Motor             | 5               |       |
| Ret | 17 | Marc Surer         | Arrows - BMW        | 43     | Motor             | 15              |       |
| Ret | 16 | Derek Warwick      | Renault             | 31     | Pressió de l'oli  | 12              |       |
| Ret | 10 | Jonathan Palmer    | RAM - Hart          | 20     | Pressió de l'oli  | 26              |       |
| Ret | 1  | Nelson Piquet      | Brabham - BMW       | 15     | Motor             | 1               |       |
| Ret | 11 | Elio de Angelis    | Lotus - Renault     | 14     | Caixa canvi       | 3               |       |
| Ret | 12 | Nigel Mansell      | Lotus - Renault     | 13     | Virolla           | 7               |       |
| Ret | 5  | Jacques Laffite    | Williams - Honda    | 10     | Turbo             | 13              |       |
| Ret | 6  | Keke Rosberg       | Williams - Honda    | 8      | Turbo             | 6               |       |
| Ret | 26 | Andrea de Cesaris  | Ligier - Renault    | 7      | Motor             | 16              |       |
| Ret | 25 | Francois Hesnault  | Ligier - Renault    | 7      | Virolla           | 18              |       |
| Ret | 9  | Philippe Alliot    | RAM - Hart          | 6      | Part elèctrica    | 23              |       |
| Ret | 28 | René Arnoux        | Ferrari             | 5      | Caixa canvi       | 14              |       |
| Ret | 7  | Alain Prost        | McLaren - TAG       | 3      | Motor             | 2               |       |
| NVS | 14 | Manfred Winkelhock | ATS - BMW           | 0      | No va sortir      | 21              |       |
| NVQ | 20 | Pierluigi Martini  | Toleman - Hart      |        |                   |                 |       |

## Altres
- Pole: Nelson Piquet 1' 26. 584

- Volta ràpida: Niki Lauda 1' 31. 912 (a la volta 42)